# Diocese de Salácia
A diocese de Salácia (Alcácer do Sal) terá sido uma diocese histórica portuguesa, embora não seja actualmente uma sé titular.
Durante muito tempo, os autores antigos sustentaram que teria sido bispo de Salácia São Januário, santo e mártir da Lusitânia, que assistiu ao Concílio de Elvira no ano 300, e assinou as respectivas actas com o título de episcopus Salariensis (bispo de Salária), o que esses mesmos autores presumiram ser uma corrupção do nome latino Salácia (a moderna Alcácer do Sal), suspeitando assim da existência de um bispado naquela importante povoação romana nas margens do Sado.
Contudo, mais tarde, outras interpretações (como a Frei Amador Arrais, Frei Bernardo de Brito na Monarquia Lusitana ou ainda D. Rodrigo da Cunha na sua História Eclesiástica da Igreja de Lisboa) fazem de São Januário bispo de Olisipo (Lisboa), e não de Salária, sustentando haver uma confusão entre Salária e Olisipo e tratar-se assim de um erro a existência de um bispo de Salácia, diocese que, portanto, nunca teria existido.
Não é, porém, improvável que a referida diocese tenha existido, e subsistido mesmo durante o domínio visigótico, embora não se conheça o nome de mais nenhum bispo que tenha ocupado o sólio salaciense. De qualquer forma, a hipotética diocese foi descontinuada em 711, com a invasão muçulmana da Península Ibérica, e nunca restaurada após a Reconquista.

## Lista de bispos de Salácia
1. São Januário Mártir (300)